# Club Nàutic del Campello

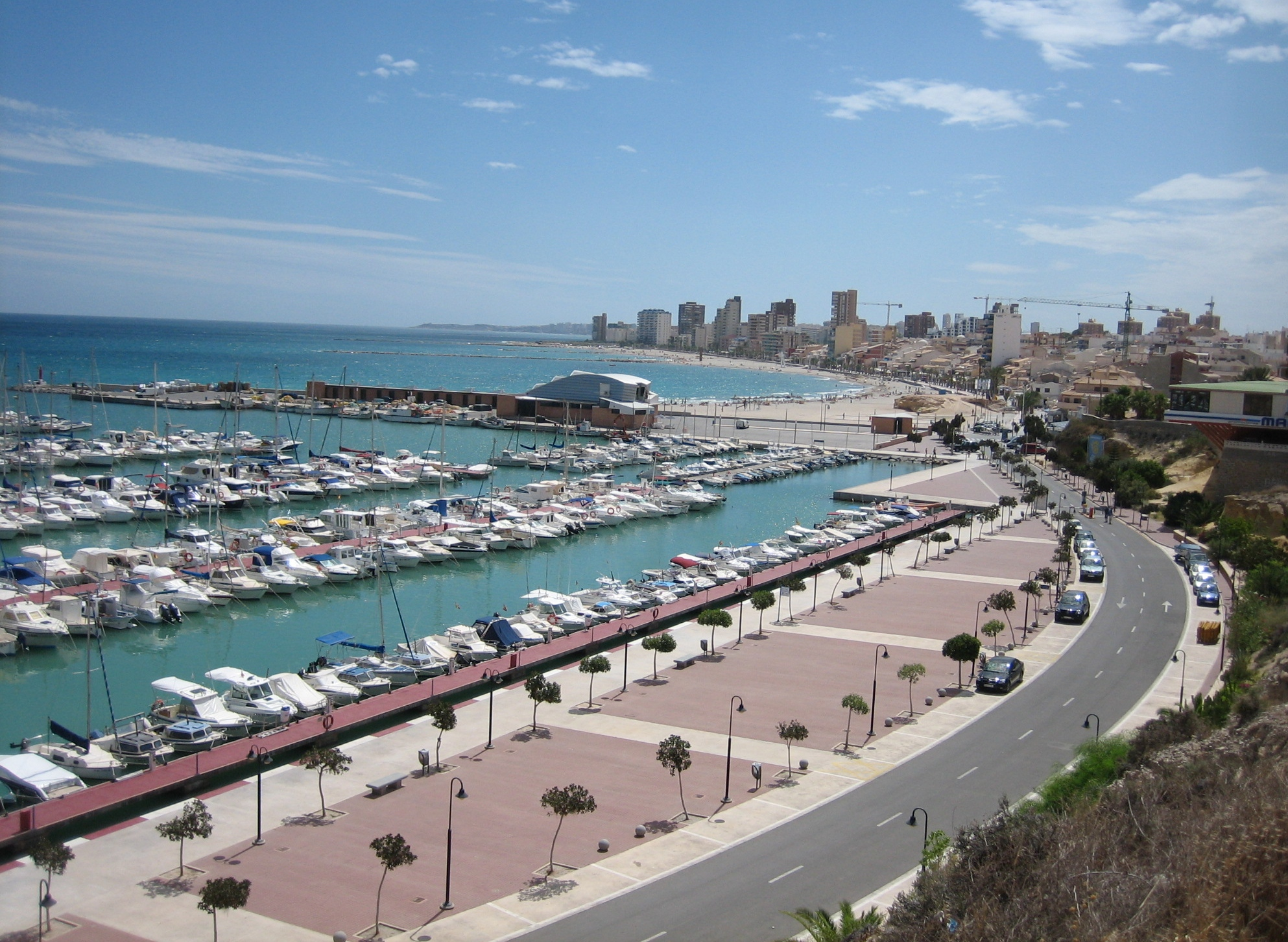
Port del Campello.

El Club Nàutic del Campello és un club nàutic que se situa al municipi del Campello, a la comarca de l'Alacantí (País Valencià). Compta amb el distintiu de Bandera Blava des de 1999.
Ofereix servei de combustible, aigua, electricitat i grua. Gestiona 476 amarratges esportius en aigua i 180 en marina seca, per a una eslora màxima permesa de 18 metres. El seu calat en bocana és de 4 m. En 2006, les marina seca d'aquest club va sofrir un incendi.

## Distàncies a ports propers
- Reial Club de Regates d'Alacant 8 mn
- Port de Tabarca 20 mn
- Club Nàutic de la Vila Joiosa 8 mn
- Club Nàutic de Benidorm 14 mn
- Club Nàutic d'Altea 22 mn